# Pectocera kashmirensis
Pectocera kashmirensis là một loài bọ cánh cứng trong họ Elateridae. Loài này được Schimmel miêu tả khoa học năm 1997.